# Ernest R. Hall
Ernest Raymond Hall (* 10. Februar 1880 in Creston, Iowa; † 29. März 1959 in Prescott, Arizona) war ein US-amerikanischer Jurist und Politiker (Republikanische Partei).

## Werdegang
Ernest Raymond Hall wurde 1880 im Union County geboren. Über seine Jugendjahre ist nichts bekannt. Mit hoher Wahrscheinlichkeit zog er dann Anfang der 1900er Jahre in das Arizona-Territorium und ließ sich dort in dem damaligen nördlichen Teil vom Yuma County nieder, welcher später abgetrennt und zum La Paz County wurde. Sein Bruder Dick Wick Hall gründete dort nämlich 1904 zusammen mit Charles H. Pratt und Ernest Pratt die Gemeinde Salome im McMullen Valley. Ernest war vor 1917 in den nahegelegenen Harcuvar Mountains in der Cuprite Mine als Bergmann tätig. Er saß dann von 1917 bis 1918 im Senat von Arizona. Vor dem Ende seiner Amtszeit meldete er sich freiwillig in der US-Army, um im Ersten Weltkrieg zu dienen. Er verpflichtete sich bei den 27. Engineers und ging dann nach Frankreich. Im Senat galt er seit dem 10. Juni 1918 als entschuldigt. Zu diesem Zeitpunkt war er auch verheiratet, da der Senatspräsident H.D. Claridge dessen Ehefrau am 18. Juni 1918 einen Brief zusandte. Dort deutete er darauf hin, dass sie eine „Service Flage“ erhalten würde wegen:

“… our heartfelt sympathy as well as pride, in him and his patriotic action in joining the forces for our country to battle for our great democratic principles, in the world war.”

Nach seiner Rückkehr wurde er 1920 zum Secretary of State von Arizona gewählt. Hall bekleidete den Posten von 1921 bis 1923. Bei seiner Wiederwahlkandidatur im Jahr 1922 und seiner erneuten Kandidatur im Jahr 1934 erlitt er jeweils eine Niederlage gegenüber dem demokratischen Herausforderer James H. Kerby.
Hall war im Laufe seines Lebens auch als Farmer, Stenograf, Zeitungsjournalist, Immobliienverkäufer und Friedensrichter in Salome tätig.
Er verstarb 1959 im Arizona Pioneers’ Home in Prescott (Yavapai County) und wurde dann auf dem Stadtfriedhof von Mesa (Maricopa County) beigesetzt.